# بلنزانة
بَلَنزَانة أو بَلَنزانو أو (نقحرة: بالانزانو) (بالإيطالية: Palanzano)‏ هي بلدية في مقاطعة بارما في إقليم إميليا رومانيا الإيطالي.

## السكان
في سنة 1861 بلغ عدد السكان 2٬271 نسمة، وتطور العدد ليصل في سنة 2011 لـ 1٬165 نسمة.
يظهر هذا المخطط البياني تطور النمو السكاني لـ بَلَنزانة